# Willem Jackson
Willem Jackson (ur. 26 marca 1972 w Heidedal) – południowoafrykański piłkarz grający na pozycji obrońcy.
Grał w rodzimych klubach: Bloemfontein Celtic, Orlando Pirates i Silver Stars. Jego ostatnim klubem w karierze był Platinum Stars (po zmianie nazwy z Silver Stars), w którym grał w latach 2007-2009.
Występował w reprezentacji RPA, w barwach której rozegrał między innymi 2 mecze na Mistrzostwach Świata 1998. Wystąpił w niej łącznie 17 razy.